# Fred Phelps
Fred Waldron Phelps (Meridian, 13 novembre 1929 – Topeka, 19 marzo 2014) è stato un avvocato e religioso statunitense.

## Biografia
Phelps, avvocato radiato dall'albo e fondatore dello studio legale Phelps Chartered, è stato il pastore della Chiesa Battista di Westboro (WBC), una Chiesa battista indipendente a Topeka, Kansas; nell'agosto del 2013 venne però scomunicato. La WBC è classificata come un "gruppo d'odio" dal Southern Poverty Law Center. Era noto per il suo predicare usando slogan e striscioni come "Sia lodato Dio per il 9/11", "Dio odia i froci", "L'AIDS cura gli omosessuali" e "Gli omosessuali muoiono, Dio ride", e sosteneva che Dio punirà tanto gli omosessuali quanto persone come Bill O'Reilly, Coretta Scott King, Ronald Reagan e Howard Dean, che la sua chiesa considera "permissivi con gli omosessuali". Per la sua chiesa lui era un calvinista fedele ai cinque punti del Calvinismo. Phelps ringraziò Dio anche per il terremoto dell'Oceano Indiano del 2004.
Phelps e i suoi seguaci picchettano frequentemente vari eventi, specialmente funerali militari, gay pride e incontri politici di alto profilo, sostenendo che è loro sacro dovere avvertire il resto dell'umanità della rabbia di Dio. Se criticati, i sostenitori di Phelps affermano di poterlo fare in base al Primo emendamento. Nel 2006 il presidente George W. Bush ha firmato il decreto per il rispetto degli eroi americani caduti in risposta alle proteste di Phelps ai funerali militari. Nell'aprile 2007, il governatore del Kansas Kathleen Sebelius ha approvato legalmente il multare per proteste ai funerali.
Phelps sosteneva che l'omosessualità e l'accettarla abbia condannato la maggior parte del mondo alla dannazione eterna. La chiesa di Westboro da lui guidata ha 71 membri confermati, 60 dei quali sono imparentati con Phelps attraverso legami di sangue, matrimoniali o entrambi. La figlia Shirley Phelps Roper è una portavoce del suo credo, mentre il figlio Nathan Phelps ha completamente sconfessato il padre, diventando ateo e sostenitore dei diritti LGBT.
Il gruppo è fondato su un principio di teologia anti-omosessuale, e molte delle sue attività sono ispirate dallo slogan "Dio odia i froci" (God Hates Fags), che è anche il nome del principale sito web del gruppo. Gli attivisti per i diritti omosessuali, così come i cristiani di quasi tutte le confessioni, lo hanno identificato come un produttore della propaganda omofobica e di discorsi di incitamento alla violenza.

## Educazione
Nel 1947 Phelps entrò come studente all'università fondamentalista di Bob Jones, lasciandola dopo tre semestri. Passò quindi due semestri al Praire Bible College. Nel 1951 prese, dopo due anni di studi, un diploma al John Muir College.

## Opinioni religiose
Phelps ha affermato di essere un battista della vecchia scuola, il che include il credere nel concetto di elezione incondizionata di Giovanni Calvino, ossia la credenza che Dio abbia scelto certe persone per la salvezza prima che queste nascessero. Ha dichiarato inoltre che quasi nessuno fa parte di questa cerchia di eletti, e che anzi lui e i membri del suo gruppo (composto quasi solo dalla sua famiglia) sono gli unici membri di questa cerchia, poiché sono gli unici che non temono di render pubblico il vero modo di applicazione della parola di Dio - in particolare, il fatto che "Dio odia i froci".
Durante il ciclo di interviste del 1993-94 da parte del Topeka Capital-Journal, i quattro figli di Phelps che avevano lasciato il gruppo (Mark, Nate, Katherine e Dotty, su tredici figli in tutto) asserirono che le credenze religiose del padre erano in parte inesistenti ed in parte erano state dal principio quasi nulle o lo erano diventate. Insistevano col dire che la WBC in realtà non serviva ad altro che ad alimentare la parafilia di Phelps, ritenendo che per lui l'odio sia una droga. Quest'affermazione ispirerà il titolo del libro riguardo alla vita di Phelps, che non è mai stato pubblicato per paura di azioni legali, ma è divenuto pubblico quando l'autore intentò un processo all'editore, che sosteneva fosse un lavoro richiesto da loro e quindi non potesse essere portato da un altro editore, portando una copia del manoscritto al processo come prova e quindi rendendolo documento pubblico. Il documento venne in seguito reso privato, anche se nel frattempo era già divenuto disponibile su internet.
Due suoi figli, Mark e Nate, insistono col dire che la sua chiesa altro non è che una setta attentamente pianificata che permette a Phelps di vedersi come un semidio, avente l'assoluto potere sopra le vite dei suoi familiari e dei suoi seguaci, rendendoli non altro che schiavi che lui può quindi usare con l'unico fine di soddisfare ogni suo capriccio e per alimentare la sua illusione di essere l'unico uomo retto sulla Terra. Nel 1995 Mark Phelps scrisse una lettera ai cittadini di Topeka con questo scopo; venne pubblicata sul Topeka Capital-Journal. La protesta del figlio è in parte spalleggiata da B.H. McAllister, il ministro Battista che ha ordinato Phelps. McAllister disse in un'intervista del 1993 che Phelps rappresentava una delusione avendo dichiarato di essere una delle poche persone sulla Terra meritevole della grazia di Dio e che tutti gli altri nel mondo sarebbero andati all'Inferno, e che la salvezza o la condanna eterna si potrebbero ottenere direttamente ciascuna allineandosi con o contro Phelps. Nel 2006, Phelps è ancora di questa opinione. Phelps e la sua famiglia picchettano approssimativamente sei eventi ogni giorno, molti a Topeka ed alcuni altri eventi più lontani. La domenica, fino a 15 chiese vengono picchettate. In base ad una statistica fatta dalla WBC stessa, hanno effettuato oltre 30 000 eventi di picchettaggio, in tutti e 50 gli stati, in più di 500 fra città e villaggi. Ogni anno spendono più di 200 000 $ per i loro viaggi.

## The Laramie Project
Molte delle manifestazioni della chiesa di Westboro riguardano lo spettacolo teatrale The Laramie Project; Phelps afferma di inviare costantemente i suoi seguaci in giro per l'America a picchettare ogni rappresentazione di cui ha notizia. Lo spettacolo riguarda la reazione della popolazione di Laramie, Wyoming, all'assassinio di Matthew Shepard.
Phelps è uno dei personaggi dello spettacolo ed è rappresentato negativamente. Quando la commedia venne resa anche in film dalla HBO (The Laramie Project), Phelps e la WBC viaggiò fino a New York per manifestare davanti agli uffici principali della HBO con cartelli recitanti "Cadrete Tutti Assieme".
(Fred Phelps)

## Opinioni politiche e storia elettorale
L'opinione e le attività politiche di Phelps sono anzitutto guidate dalla sua convinzione che gli Stati Uniti sono "una nazione sodomita di adoratori di una bandiera".
Nel 1992 Phelps si candidò alle primarie del Partito Democratico che avrebbero deciso l'alfiere dell'Asinello per le elezioni senatoriali del Kansas: ottenne il 30.8% dei voti, pari a 49.416 preferenze, ed arrivò secondo dietro Gloria O'Dell. Nel 1990, nel 1994 e nel 1998 si presentò alle primarie democratiche che avrebbero scelto il candidato governatore del Kansas: si accaparrò il 6.72% dei voti nel primo caso, il 3.36% nel secondo caso e il 14.72% nel terzo.

### Contro l'omosessualità
Nel 2005 una nipote di Phelps, Jael, si candidò senza successo al Consiglio Cittadino di Topeka; Jael intendeva prendere il posto di Tiffany Muller, il primo membro del Consiglio Cittadino di Topeka dichiaratamente gay. La famiglia iniziò a protestare contro l'omosessualità negli ultimi anni ottanta dopo che l'allora figlio neonato di Shirley Phelps-Roper venne apparentemente aggredito da un omosessuale in un parco di Topeka.

### Contro la popolazione ebraica
Phelps è stato citato dalla Anti-Defamation League per le sue numerose dichiarazioni antisemite sul Generale Wesley Clark e su John Kerry (di origine ebraica):
(Fred Phelps)